# Petiveria alliacea

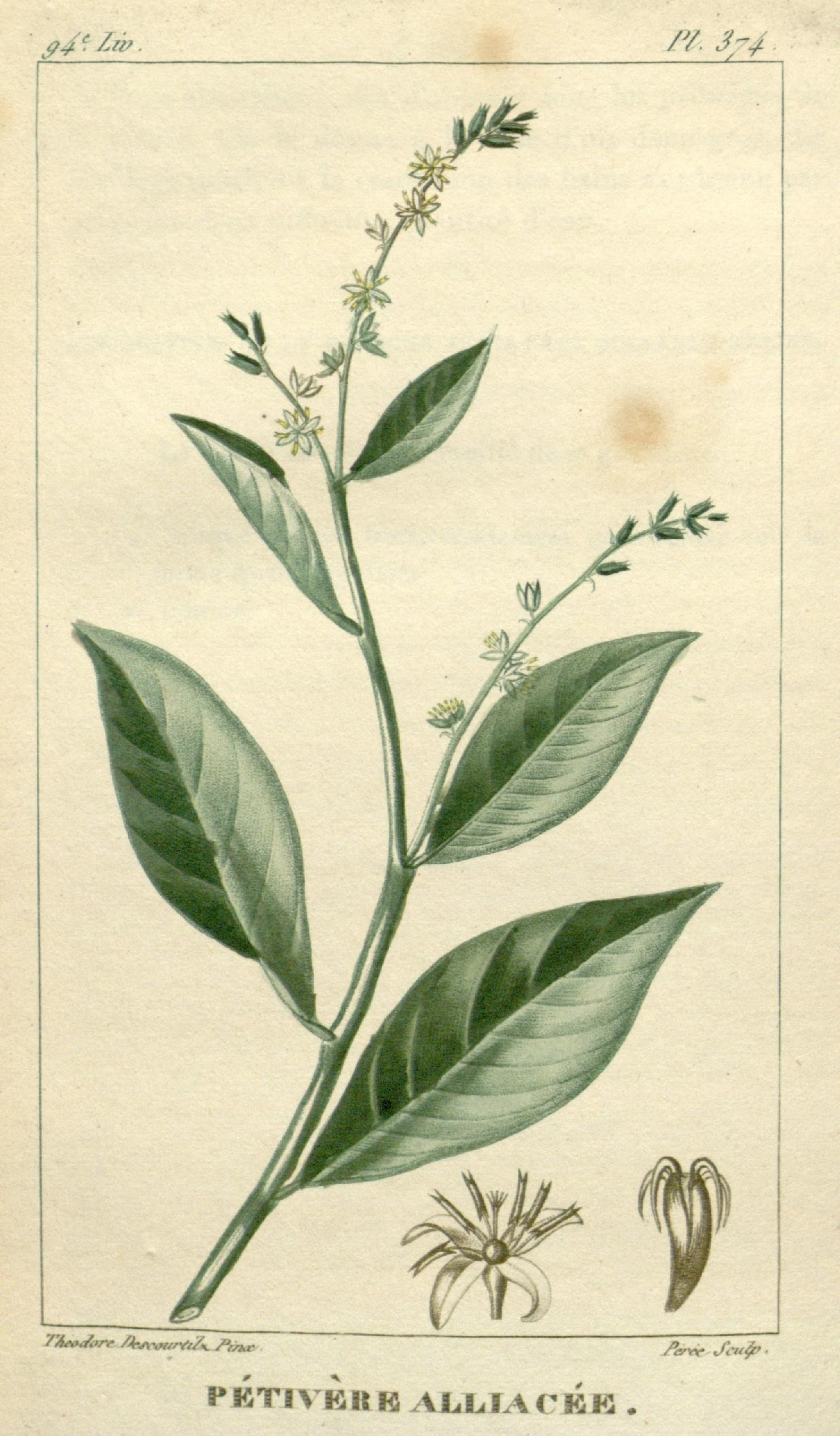
Illustration

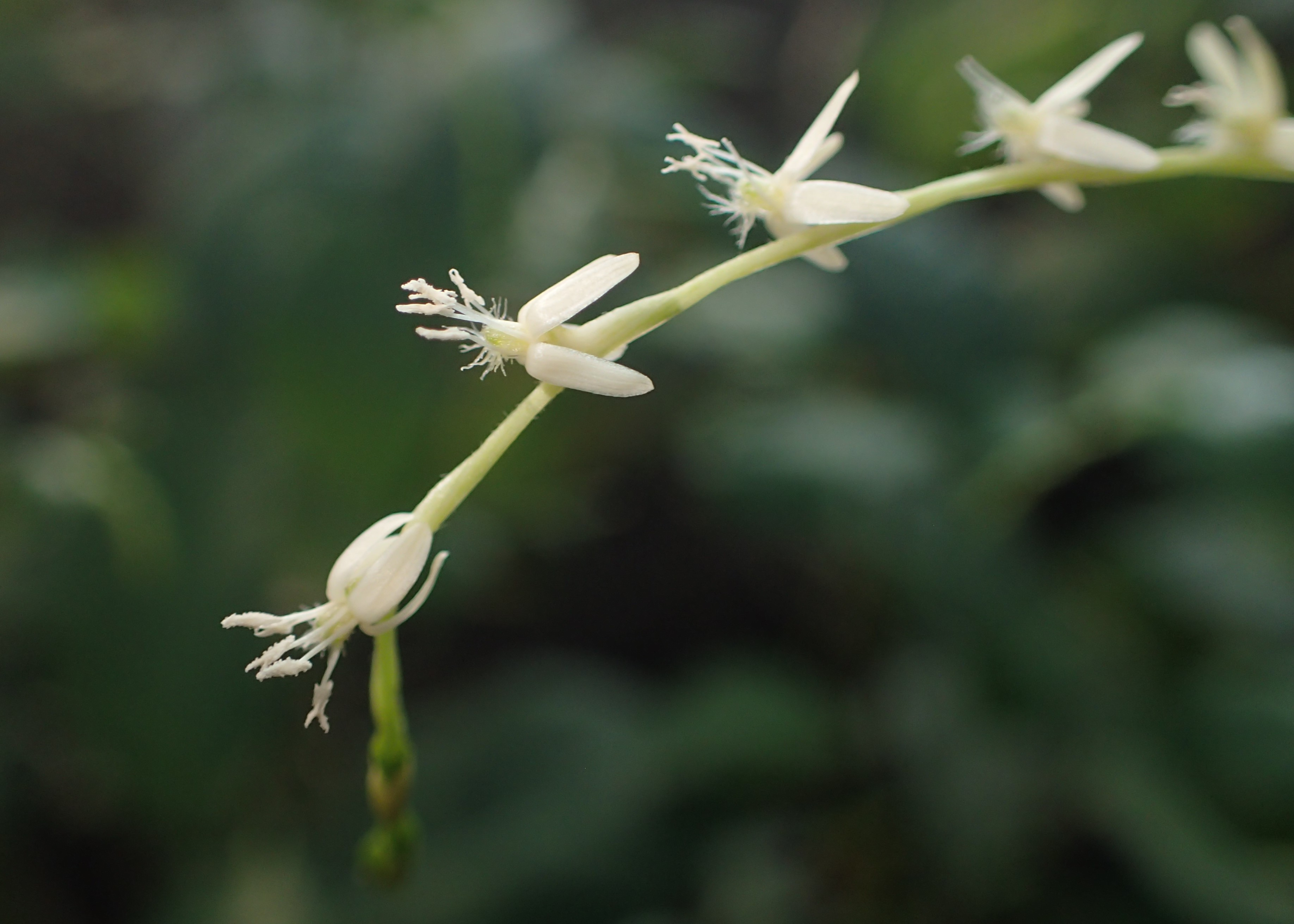
Blütenstand

Petiveria alliacea oder der Knoblauchstrauch, ist die einzige Art der Pflanzengattung Petiveria innerhalb der Familie der Kermesbeerengewächse (Phytolaccaceae). Sie kommt im tropischen und subtropischen Amerika vor.

## Beschreibung

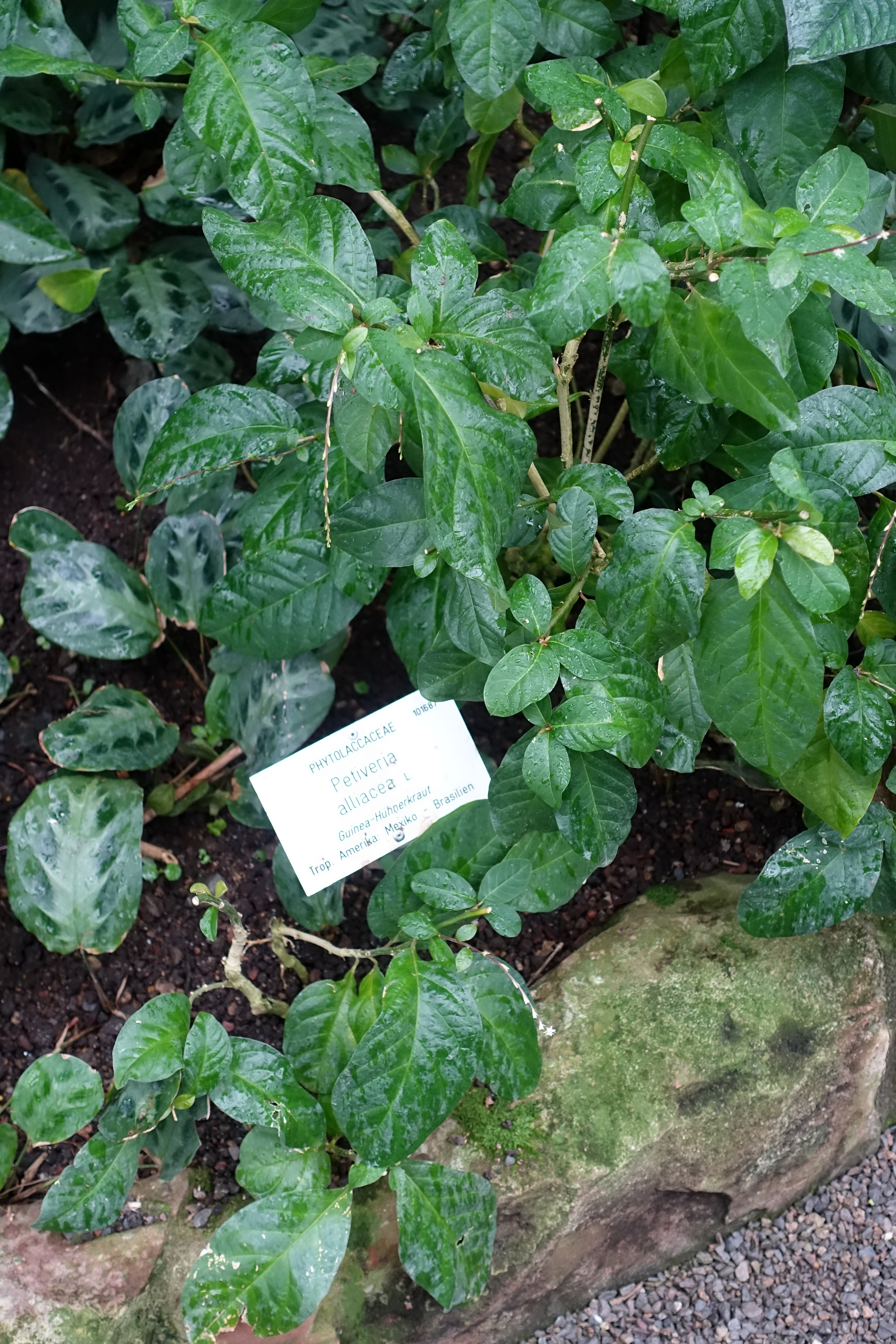
Laubblätter

### Vegetative Merkmale
Petiveria alliacea wächst als ausdauernde, krautige Pflanze oder als Halbstrauch und erreicht Wuchshöhen von 30 bis 200 Zentimetern. Sie kann an ihrer Basis etwas verholzen. Die Sprossachsen sind flaumig behaart oder verkahlen. Es wird eine Pfahlwurzel gebildet. Die Pflanze riecht stark nach Knoblauch.
Die wechselständig angeordneten Laubblätter sind in Blattstiel und -spreite gegliedert. Der Blattstiel ist 0,4 bis 2 Zentimeter lang. Die einfache, leicht ledrige, kahle bis leicht behaarte, ganzrandige Blattspreite ist bei einer Länge von bis zu 20 Zentimetern sowie einer Breite bis 7 Zentimetern elliptisch oder eiförmig bis verkehrt-eiförmig mit spitzer bis keilförmiger Basis und zugespitztem bis spitzem oder seltener stumpfem bis gerundetem oberen Ende. Die kleinen Nebenblätter sind bis zu 2–3 Millimeter lang.

### Generative Merkmale
Im Süden ihres Verbreitungsgebietes blüht Petiveria alliacea ganzjährig, im Norden von Frühling bis Herbst. Der end- oder seitenständige Blütenstandsschaft ist 1 bis 4 Zentimeter lang. Der im oberen Bereich oft überhängende, traubige, lockere, schlanke und mehr oder weniger behaarte Blütenstand ist 8 bis 40 Zentimeter lang. Der Blütenstiel ist 0,5 bis 2 Millimeter lang.
Die zwittrigen Blüten mit einfacher Blütenhülle weisen vier kurz verwachsene, petaloide Kelchblätter (Tepalen) mit längeren, zurückgelegten Zipfeln von weißer, leicht grünlicher oder rosa Färbung auf, die zwischen 3,5 und 6 Millimeter lang sind. Die Kronblätter fehlen. Es sind kleine Deckblätter vorhanden. Es sind 4–8 kurze, ungleiche Staubblätter vorhanden. Der oberständige und einkammerige Fruchtknoten, mit oben Haken, ist behaart mit sitzender, fransiger, fast endständiger Narbe.
Die 7–10 Millimeter langen, rippigen Achänen im beständigen, jetzt grünen und aufgerichteten Perianth, mit den haltbaren Deckblättern, sind keilförmig sowie am oberen Ende zweilappig. Jeder der Fruchtlappen endet mit ein bis drei zurückgekrümmten, 3 bis 5 Millimeter langen Stacheln (Grannen, Haken).
Die Chromosomenzahl beträgt 2n = 34 oder 72.

## Taxonomie
Die Gattung Petiveria wurde 1753 mit der Erstveröffentlichung von Petiveria alliacea durch Carl von Linné in Species Plantarum, Tomus 1, Seite 342 aufgestellt. Der Gattungsname Petiveria ehrt den englischen Botaniker und Apotheker James Petiver (1663–1718).
In älteren Florenwerken wird noch das Synonym Petiveria foetida Salisb. verwendet.

## Nutzung
Die Laubblätter von Petiveria alliacea verströmen beim Zerreiben einen knoblauchartigen Duft. Sie werden medizinisch genutzt und schmecken scharf.
Die Milch und das Fleisch grasender Tiere wird durch das Fressen von Pflanzenteilen verdorben, unangenehm im Geschmack, auch Frühgeburten werden auf sie zurückgeführt. In einigen Gebieten der Tropen der Neuen Welt wird sie, wie Ethnobotaniker berichten, in der Volksmedizin zur Vampirabwehr herangezogen.
In Brasilien werden die Blätter als Insektizid verwendet. Die Pflanze wird auch häufig für magische Zwecke oder als Fischgift genutzt.